# Бородач (рослина)
Борода́ч (Bothriochloa) — рід багаторічних трав'янистих рослин з триби соргових родини злакових.

## Загальна біоморфологічна характеристика

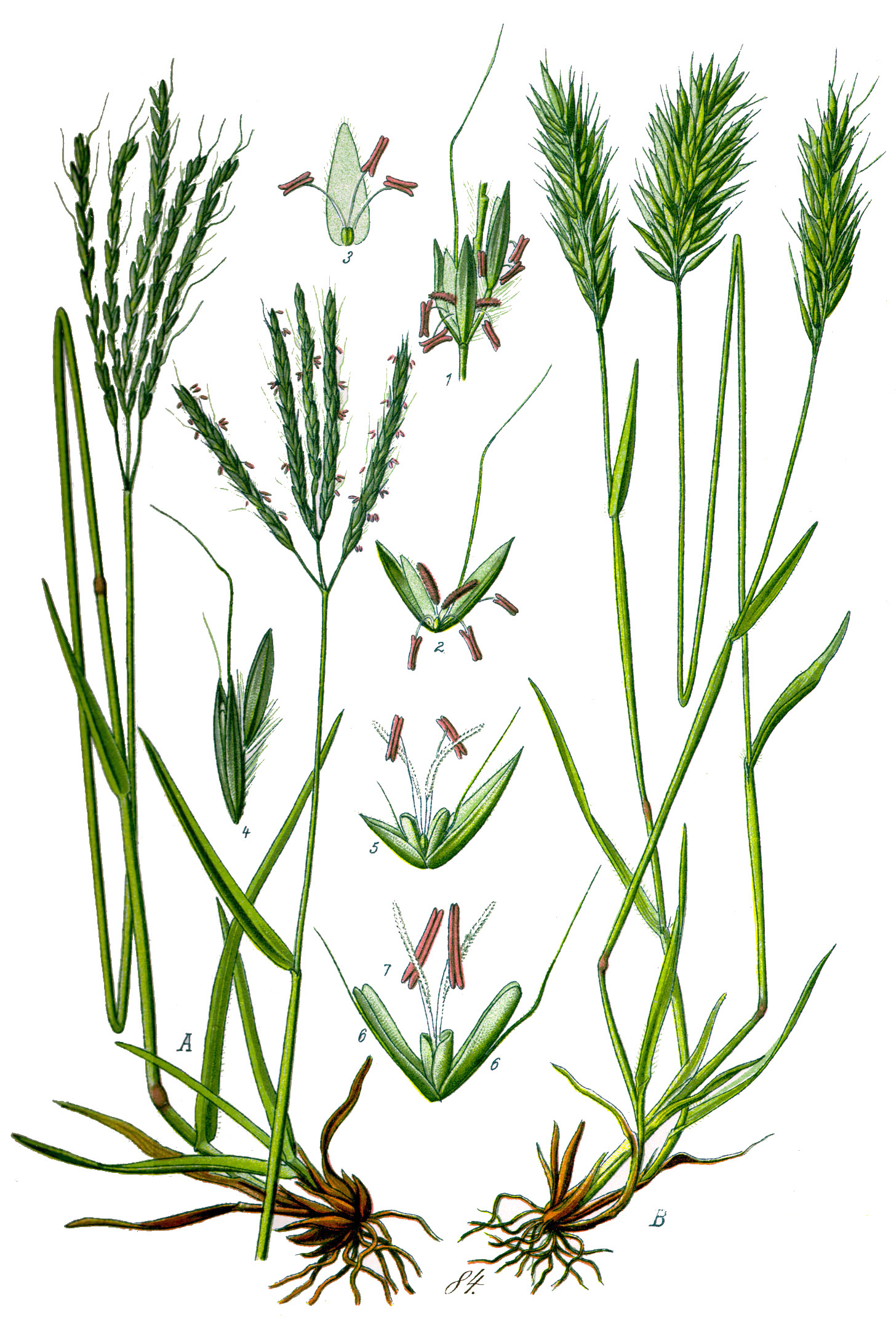
Ілюстрація бородача звичайного у книзі Отто Вільгельма Томе «Flora von Deutschland, Österreich und der Schweiz» («Флора Німеччини, Австрії та Швейцарії») 1885, Gera, Germany

Колоски одноквіткові, зібрані в довгі китиці, розташовані пальчасто або пучками на верхівках стебел.

## Види
Відомо 34 види, поширених переважно в тропічних і субтропічних країнах старого світу. Лише деякі з них ростуть у помірному поясі.
Бородачем можуть називати рослини з іншого роду тонконогових — Andropogon.

### Найвідоміші види

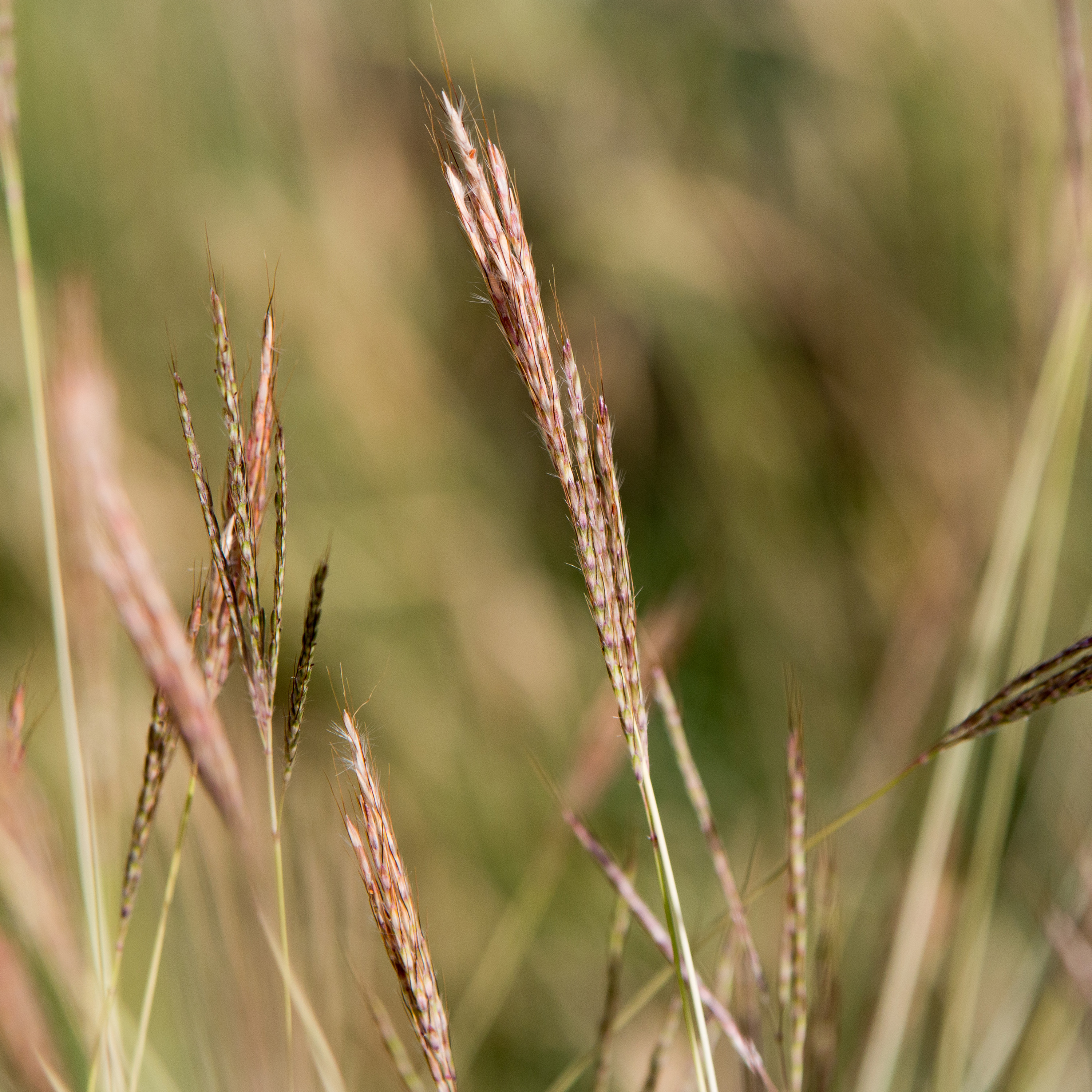
Колоски бородача

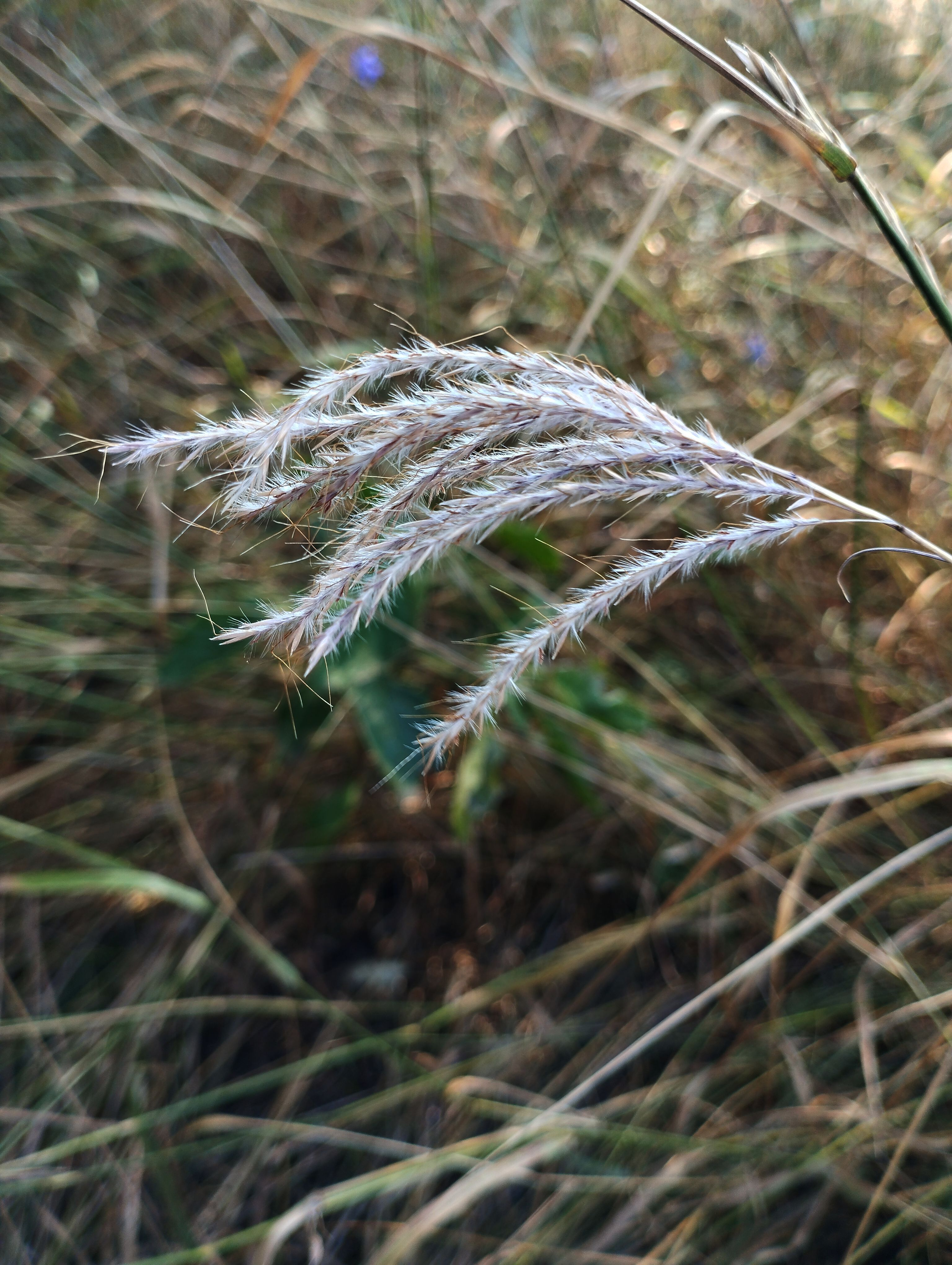
Китиця бородача (Кропивницький район)

Бородач кавказький (Bothriochloa bladhii, синонім Andropogon caucasicus) — на Кавказі і в Середній Азії.
Бородач звичайний, або кровоспинний (Bothriochloa ischaemum, синонім Andropogon ischaemum) — в лісостеповій і степовій частинах України і в Середній Азії. Добра кормова рослина.

### Список видів
- Bothriochloa alta (Hitchc.) Henrard
- Bothriochloa barbinodis (Lag.) Herter
- Bothriochloa biloba S.T.Blake
- Bothriochloa bladhii (Retz.) S.T.Blake
- Bothriochloa bunyensis B.K.Simon
- Bothriochloa campii (Swallen) De Wet
- Bothriochloa compressa (Hook.f.) Henrard
- Bothriochloa decipiens (Hack.) C.E.Hubb.
- Bothriochloa edwardsiana (Gould) Parodi
- Bothriochloa ensiformis (Hook.f.) Henrard
- Bothriochloa erianthoides (F.Muell.) C.E.Hubb.
- Bothriochloa eurylemma M.Marchi & Longhi-Wagner
- Bothriochloa ewartiana (Domin) C.E.Hubb.
- Bothriochloa exaristata (Nash) Henrard
- Bothriochloa grahamii (Haines) Bor
- Bothriochloa hirtifolia (J.Presl) Henrard
- Bothriochloa hybrida (Gould) Gould
- Bothriochloa imperatoides (Hack.) Herter
- Bothriochloa insculpta (A.Rich.) A.Camus
- Bothriochloa ischaemum (L.) Keng
- Bothriochloa kuntzeana (Hack.) Henrard
- Bothriochloa laguroides (DC.) Herter
- Bothriochloa longifolia (Hack.) Bor
- Bothriochloa longipaniculata (Gould) Allred & Gould
- Bothriochloa macra (Steud.) S.T.Blake
- Bothriochloa meridionalis M.Marchi & Longhi-Wagner
- Bothriochloa pertusa (L.) A.Camus
- Bothriochloa pseudoischaemum (Nees ex Steud.) Henrard
- Bothriochloa radicans (Lehm.) A.Camus
- Bothriochloa saccharoides (Sw.) Rydb.
- Bothriochloa springfieldii (Gould) Parodi
- Bothriochloa velutina M.Marchi & Longhi-Wagner
- Bothriochloa woodrovii (Hook.f.) A.Camus
- Bothriochloa wrightii (Hack.) Henrard